# Make Yourself
Make Yourself è il terzo album in studio del gruppo musicale statunitense Incubus, pubblicato il 26 ottobre 1999.

## Tracce
Testi e musiche di Brandon Boyd, Michael Einziger, Alex Katunich, Chris Kilmore e Jose Pasillas.
1. Privilege – 3:54
2. Nowhere Fast – 4:30
3. Consequence – 3:18
4. The Warmth – 4:24
5. When It Comes – 4:00
6. Stellar – 3:20
7. Make Yourself – 3:03
8. Drive – 3:52
9. Clean – 3:55
10. Battlestar Scralatchtica – 3:49
11. I Miss You – 2:48
12. Pardon Me – 3:44
13. Out From Under – 3:28

## Classifiche

### Classifiche settimanali
| Classifica (2000-01) | Posizione massima |
| -------------------- | ----------------- |
| Australia            | 24                |
| Austria              | 30                |
| Germania             | 56                |
| Nuova Zelanda        | 8                 |
| Regno Unito          | 83                |
| Stati Uniti          | 47                |
| Svizzera             | 45                |

### Classifiche di fine anno
| Classifica (2000) | Posizione |
| ----------------- | --------- |
| Stati Uniti       | 107       |
| Classifica (2001) | Posizione |
| Stati Uniti       | 90        |